# Ì̲
Ì̲ (minuscule : ì̲), appelé I accent grave trait souscrit ou I accent grave souligné, est une lettre latine utilisée dans l’écriture du sekani. Elle n’est pas à confondre avec le Ì̱, I accent grave macron souscrit.

## Usage informatique
Le I accent grave trait souscrit peut être représenté avec les caractères Unicode suivants : 
- précomposé et normalisé NFC (supplément latin-1, diacritiques) :

| formes    | représentations | chaînes de caractères | points de code | descriptions                                                      |
| --------- | --------------- | --------------------- | -------------- | ----------------------------------------------------------------- |
| capitale  | Ì̲               | Ì◌̲                    | U+00CC U+0332  | lettre majuscule latine i accent grave diacritique trait souscrit |
| minuscule | ì̲               | ì◌̲                    | U+00EC U+0332  | lettre minuscule latine i accent grave diacritique trait souscrit |

- décomposé et normalisé NFD (latin de base, diacritiques) :

| formes    | représentations | chaînes de caractères | points de code       | descriptions                                                                  |
| --------- | --------------- | --------------------- | -------------------- | ----------------------------------------------------------------------------- |
| capitale  | Ì̲               | I◌̲◌́                   | U+0049 U+0332 U+0300 | lettre majuscule latine i diacritique trait souscrit diacritique accent grave |
| minuscule | ì̲               | i◌̲◌́                   | U+0069 U+0332 U+0300 | lettre minuscule latine i diacritique trait souscrit diacritique accent grave |